# Petovia uniformis
Petovia uniformis är en fjärilsart som beskrevs av W. Warren 1897. Petovia uniformis ingår i släktet Petovia och familjen mätare. Inga underarter finns listade i Catalogue of Life.